# تفاعل سلسلة البلمرة الهابطة
تفاعل سلسلة البلمرة الهابطة هو أسلوب الهبوط هو طريقة تفاعل سلسلة البوليميراز التي تتجنب بها التمهيديات تضخيم التسلسلات غير المحددة. درجة حرارة الوَرَد أثناء تفاعل البوليميراز المتسلسل يحدد خصوصية الوَحن التمهيدي. نقطة انصهار التمهيدي يحدد الحد الأعلى على درجة حرارة الصلب. في درجات الحرارة فقط فوق هذه النقطة، فقط قاعدة محددة جدا الاقتران بين التمهيدي والقالب تحدث. في درجات حرارة أقل، الأحرف التمهيدية ربط أقل تحديدا. غير محددة التمهيدي ملزم يحجب البوليميرا سلسلة نتائج التفاعل ، والتسلسل غير محدد الذي التمهيدية في الخطوات المبكرة من التضخيم سوف «المستنقع خارج» أي تسلسلات محددة بسبب الطبيعة الأسية للتضخيم البوليميراز.

## الاسلوب
الخطوات الأولى من هبوط دورة تفاعل البوليميراز سلسلة لديها درجات حرارة عالية التلاهم. يتم تقليل درجة حرارة الصلب في زيادات لكل مجموعة لاحقة من الدورات. التمهيدي سوف الصلب في أعلى درجة حرارة وهو أقل متساهلة من الربط غير محدد أنه قادر على تحمل. وهكذا، فإن التسلسل الأول تضخيم هو واحد بين المناطق من أكبر التمهيدي خصوصية; هو على الأغلب أنّ هذا التسلسل الفائدة. وسيتم تضخيم هذه الشظايا خلال الجولات اللاحقة في درجات حرارة أقل، وسوف تُتَجَلُّ التسلسلات غير المحددة التي قد ترتبط بها الأحرف التمهيدية في تلك درجات الحرارة المنخفضة. إذا كان التمهيدي في البداية (خلال مراحل درجة الحرارة الأعلى) يرتبط بالتسلسل من الفائدة، يمكن إجراء جولات لاحقة من تفاعل البوليميراز المتسلسل على المنتج لزيادة تضخيم تلك الشظايا. هبوط يزيد من خصوصية رد الفعل في درجات حرارة أعلى ويزيد من الكفاءة نحو النهاية عن طريق خفض درجة حرارة الصلب.